# Mota
Mota je naselje v Občini Ljutomer.
Na Moti so bile prve dirke s konji na ozemlju današnje Slovenije. Skozi Moto teče reka Mura ki je znana po mrtvicah, avtohtonih živalih in rastlinah. V sredini vasi stoji majhen gasilski dom ter nekaj kapelic.
Krajevno ime naj bi izviralo iz tamkajšnje mitnice, kjer so pobirali brodnino in cestnino ob takratni deželni meji.
Znana osebnost je svetovni prvak v kickboksu David Žibrat